# 営陽郡
営陽郡（營陽郡、えいよう-ぐん）は、中国にかつて存在した郡。後に永陽郡と改められた。東晋から隋初にかけて、現在の湖南省永州市一帯に設置された。

## 概要
東晋の穆帝のとき、零陵郡を分割して、営陽郡が立てられた。営陽郡は湘州に属し、郡治は営浦県に置かれた。
南朝宋のとき、営陽郡は営浦・営道・舂陵・泠道の4県を管轄した。
南朝斉のとき、営陽郡は営道・泠道・営浦・舂陵の4県を管轄した。
南朝梁のとき、営陽郡は永陽郡と改められた。
589年（開皇9年）、隋が南朝陳を滅ぼすと、永陽郡は廃止されて、永州に編入された。